# Tímárné Balázsy Ágnes
Tímárné Balázsy Ágnes (Budapest, 1948. február 14. – 2001. március 22.) vegyészmérnök, restaurátor, textilszakértő, egyetemi oktató.

## Életpályája
1966-ban kezdett dolgozni a Központi Muzeológiai Technológiai Csoportnál, majd ennek jogutódjainál, a Múzeumi Restaurátor és Módszertani Központban, a Központi Múzeumi Igazgatóságon, végül a Magyar Nemzeti Múzeum Műtárgyvédelmi és Restaurátor Főosztályán. Kezdetben mint fém-, kerámia- és üveg-restaurátor tevékenykedett. 1975-ben szerzett vegyészmérnöki diplomát a Budapesti Műszaki Egyetem Vegyészmérnöki Karán, 1985-ben ugyanitt a doktori fokozatot, majd 1997-ben a PhD-t is elnyerte.
A magyar restaurátorképzésben 1974 óta vett részt. 1991 óta a Magyar Képzőművészeti Egyetem és a Magyar Nemzeti Múzeum együttműködésében folyó tárgyrestaurátor-képzés vezetője volt. 
Mint restaurátori kémiát és a textilrestaurálás alapjait oktató tanár világszerte ismertté vált. Az ICCROM “A Restaurálás Tudományos Alapjai” c. tanfolyamán 1987-től, az angliai Textile Conservation Centre-ben 1988-tól tanított rendszeresen, valamint társszerzője volt a “Chemical Principles of Textile Conservation” című könyvnek. Az 1980-90-es években több alkalommal szervezett az ICCROM-mal együttműködésben nemzetközi textilrestaurálási tanfolyamot  Budapesten.
Az oktatás mellett kutatómunkát is végzett, többek között a történeti textíliák színezékeinek, illetve tisztítási lehetőségeinek vizsgálata terén. Egyik kiemelkedő feladata volt a magyar koronázási palást egykori színezőanyagainak azonosítása.
Társadalmi és szakmai szervezetekben is aktívan szerepet vállalt. Részt vett a Magyar Kémikusok Egyesülete Műtárgy-védelmi Szakosztályának megindításában, a Pulszky Társaság – Magyar Múzeumi Egyesület megalakulásától annak vezetőségi tagja volt.
Az ICOM Konzerválási Bizottsága Textil Munkacsoportjának koordinátora volt 1990 és 1996 között. Az 1993-as évtől az ICCROM Tanácsának tagja volt, 1999-től az ICOM Konzerválási Bizottsága alelnöke.

## Művei
- Munkavédelem; Képzőművészeti Főiskola, Restaurátor- és Konzervátorképző Intézet, Bp., 1976
- Műanyagok a műtárgyvédelemben 7.; Magyar Képzőművészeti Főiskola, Bp., 1978
- Textilkészítés. Történet és alapfogalmak 11.; szerk. Timárné Balázsy Ágnes, E. Nagy Katalin; Képzőművészeti Főiskola, Bp., 1981
- Fourth international restorer seminar / Viertes internationales Seminar für Restauratoren / Quatriéme cours international pour restaurateurs. Veszprém, 2-10. July 1983, 1-2.; szerk. Timár-Balázsy Ágnes; National Centre of Museums [Központi Múzeumi Igazgatóság], Bp., 1984
- Timárné Balázsy Ágnes–Turkovics Erika: Szerves kémiai alapismeretek; OSZK, Bp., 1992 (A könyv- és papírrestaurátor tanfolyam jegyzetei)
- Műtárgyak szerves anyagainak felépítése és lebomlása. Tankönyv; Magyar Nemzeti Múzeum, Bp., 1993
- Ágnes Tímár-Balázsy–Dinah Eastop: Chemical principles of textile conservation; Butterworth-Heinemann, Oxford, 1999

## Emlékezete
- Restaurálási tanulmányok. Timár-Balázsy Ágnes emlékkönyv; szerk. Éri István; Pulszky Társaság–Magyar Múzeumi Egyesület; Bp., 2004
- Balázsy Ágnes-díj: a Pulszky Társaság – Magyar Múzeumi Egyesület kiemelkedő szakmai életút elismeréseként adja jelentős eredményt felmutató restaurátorok számára.